# آرمین هری
آرمین هری (انگلیسی: Armin Hary؛ زاده ۲۲ مارس ۱۹۳۷) یک دونده اهل آلمان است.